# Birol Ünel
Birol Ünel, né le 18 août 1961 à Silifke en Turquie et mort le 3 septembre 2020 à Berlin en Allemagne, est un acteur turco-allemand. Il est surtout connu pour son rôle de Cahit Tomruk dans le film Head-On de Fatih Akın, pour lequel il reçut plusieurs distinctions.

## Biographie
Né dans le sud de la Turquie, Birol Ünel émigre en Allemagne avec ses parents en 1968 à Brinkum, à côté de Brême. Il a fait ses études d'acteur au conservatoire de Hanovre. Birol Ünel a tout d'abord commencé dans des pièces de théâtre classique avant de participer à des épisodes de diverses séries télévisées (Le Clown, Tatort...) puis quelques films. Son rôle dans Head-On le révèle au grand public dans le monde entier.
Il meurt le 3 septembre 2020 des suites d'une « grave maladie ».

## Filmographie
- 1999 : Dealer de Thomas Arslan – Erdal
- 2000 : Julie en juillet (Im Juli) de Fatih Akın
- 2001 : Planet Alex de Uli M. Schüppel
- 2001 : Stalingrad de Jean-Jacques Annaud – Politruk
- 2004 : Le Roi des voleurs (König der Diebe) – Birol
- 2004 : Head-On (Gegen die Wand) de Fatih Akin – Cahit Tomruk
- 2004 : Not a Lovestory d'Aaron Allred – Guru
- 2005 : Hırsız Var ! de Oğuzhan Tercan
- 2006 : Transylvania de Tony Gatlif – Tchangalo
- 2007 : Les Toits de Paris d'Hiner Saleem – Bruno
- 2009 : Soul Kitchen de Fatih Akın – Shayn Weis
- 2011 : Nuit blanche de Frédéric Jardin – Yilmaz
- 2016 : Back to Nothing de Miron Zownir – Kongo
- 2016 : Falling d'Ana Rodríguez Rosell – Aslan
- 2018 : Hürkus de Kudret Sabanci – Ivan
- 2019 : Deutschland ist... Heim de Cenk Yengiloglu – Haydar
- 2021 : North Pole de Teresina Moscatiello et Simone Orlandini – Benito Mussolini

## Distinctions

### Récompenses
- Prix 2004 du cinéma allemand : meilleur acteur pour son rôle dans Head-on
- Festival germano-turc de Nuremberg 2004 : meilleur acteur pour son rôle dans Head-on

### Nomination
- Prix du cinéma européen 2004 : meilleur acteur et prix du public du meilleur acteur pour son rôle dans Head-on.